# 特文·格拉斯
特文·查爾斯·格拉斯（1994年5月7日—）為美國男子籃球運動員，場上位置為大前鋒，現效力於超級籃球聯賽臺灣銀行。

## 大學生涯
格拉斯畢業於NCAA一級東田納西州立大學，大四那年場均9分6.3籃板0.9助攻。2017-18賽季在阿根廷聯賽打球，場均15.1分8籃板1助攻、三分球命中率32%。

## 職業生涯
2017年10月5日，格拉斯與布雷頓角高地人簽約。11月23日，格拉斯加入Torneo Nacional de Ascenso（TNA）Asociación Mitre頂替Jereal Scott。
2018年10月5日，格拉斯加盟東南亞職業籃球聯賽（ABL）寶島夢想家。
2019年甲二格拉斯效力荃灣，最終球隊在季後賽敗給建龍飛馬無緣升上甲一。12月3日，寶島夢想家表示因為工作證疏失，ABL新賽季格拉斯無法返臺替夢想家出賽。
2020年11月25日，馬德普拉塔佩納羅爾引進格拉斯頂替Jeff Pollard。12月22日，格拉斯決定返回美國。2021年10月1日，格拉斯重返馬德普拉塔佩納羅爾。
2022年大马篮球联赛格拉斯代表柔佛南虎出战，最終拿下赛季外援MVP。
2023年ABL邀請賽格拉斯代表森美兰金群利金鹿出战。9月4日，格拉斯加盟超級籃球聯賽彰化柏力力。2024年12月1日，格拉斯完成籃球超級聯賽薩德伯里五人首秀。12月下旬，超級籃球聯賽台灣啤酒引進格拉斯。格拉斯代表台灣啤酒出賽九場，場均表現為25.6分、12.9籃板。2025年2月25日，格拉斯加盟超級籃球聯賽臺灣銀行。

## 外部連結
- 特文·格拉斯在fiba.basketball（英语）
- 特文·格拉斯在Sports-Reference.com（NCAA）（英语）
- 特文·格拉斯在Eurobasket.com（球員）（英语）
- 特文·格拉斯在Proballers（英语）
- 特文·格拉斯在RealGM（英语）
- 特文·格拉斯在Flashscore（英语）